# Дерек Олдбері
Де́рек О́лдбері, також відомий як Де́о (англ. Derek Oldbury; нар. 1924 — пом. 1994) — британський шашкіст, триразовий чемпіон світу з шашок (1976, 1979, 1991). Автор 6-томної «Повної енциклопедії шашок» (англ. The Complete Encyclopedia of Checkers).
Народився 1924 року в графстві Девоншир, Англія. Мав вроджену параплегію. 7 разів брав участь у поєдинках на звання чемпіона світу з шашок.
Помер у липні 1994 року.

## Результати чемпіонських поєдинків[1]
| Рік  | Чемпіон        | Рахунок | Фіналіст      |
| 1958 | Меріон Тінслі  | 9-1-24  | Дерек Олдбері |
| 1965 | Волтер Геллман | 7-1-27  | Дерек Олдбері |
| 1976 | Дерек Олдбері  | 1-1-22  | Лео Левіт     |
| 1979 | Дерек Олдбері  | 7-2-10  | Елберт Лоудер |
| 1982 | Дон Лафферті   | 1-0-23  | Дерек Олдбері |
| 1991 | Дерек Олдбері  | 7-4-27  | Річард Галлет |
| 1992 | Рон Кінг       | 5-5-14  | Дерек Олдбері |